# Irmgard Juniel
Irmgard „Irmi“ Juniel ist eine deutsche Tischtennisspielerin. Sie nahm an der Weltmeisterschaft 1959 teil.
Juniel begann ihre Karriere beim Verein VfL 07 Bremen. Mit Ute Bohlken wurde sie 1949 deutscher Jugendmeister im Doppel. 1956 gewann sie die Landesmeisterschaft von Bremen,
1959 wurde Juniel für die Individualwettbewerbe der Weltmeisterschaft in Dortmund nominiert. Hier unterlag sie im Einzel nach einem kampflosen Weiterkommen der Ungarin Gizella Lantos. Auch das Doppel mit Ute Taedke erreichte kampflos die zweite Runde, wo es an den Chinesinnen Sun Mei-Ying/Qiu Zhonghui scheiterte.
Nach ihrer Heirat trat sie unter dem Namen Juniel-Müller auf.

## Turnierergebnisse
| Verband | Veranstaltung     | Jahr | Ort      | Land | Einzel    | Doppel    | Mixed      | Team |
| ------- | ----------------- | ---- | -------- | ---- | --------- | --------- | ---------- | ---- |
| FRG     | Weltmeisterschaft | 1959 | Dortmund | FRG  | letzte 64 | letzte 32 | letzte 128 |      |